# 시사마이크
시사마이크는 MBN의 평일 오후 시간대에 방영했던 뉴스· 보도 프로그램이었다.

## 방송 시간
- 과거: 평일 오후 3시 20분 ~ 4시 50분(1시간 30분)
 주말 오후 5시 ~ 6시 20분(1시간 20분)
- 현재: 평일 오후 3시 ~ 4시 20분(1시간 20분)

## 동시간대 경쟁 프로그램

### 평일 오후 3시대
- KBS 뉴스 (1500) (KBS 1TV)
- MBC 뉴스 (1500) (MBC TV)
- 이언경의 직언직설 (채널A)
- 돌아온 저격수다 (조선방송)
- TV조선 뉴스 4 (조선방송)

### 평일 오후 4시대
- OBS 뉴스&이슈 (OBS 경인TV)